# Flavoparmelia succinprotocetrarica
Flavoparmelia succinprotocetrarica är en lavart som beskrevs av Elix & J. Johnst. Flavoparmelia succinprotocetrarica ingår i släktet Flavoparmelia och familjen Parmeliaceae.   Inga underarter finns listade i Catalogue of Life.